# Grote Zoutwoestijn

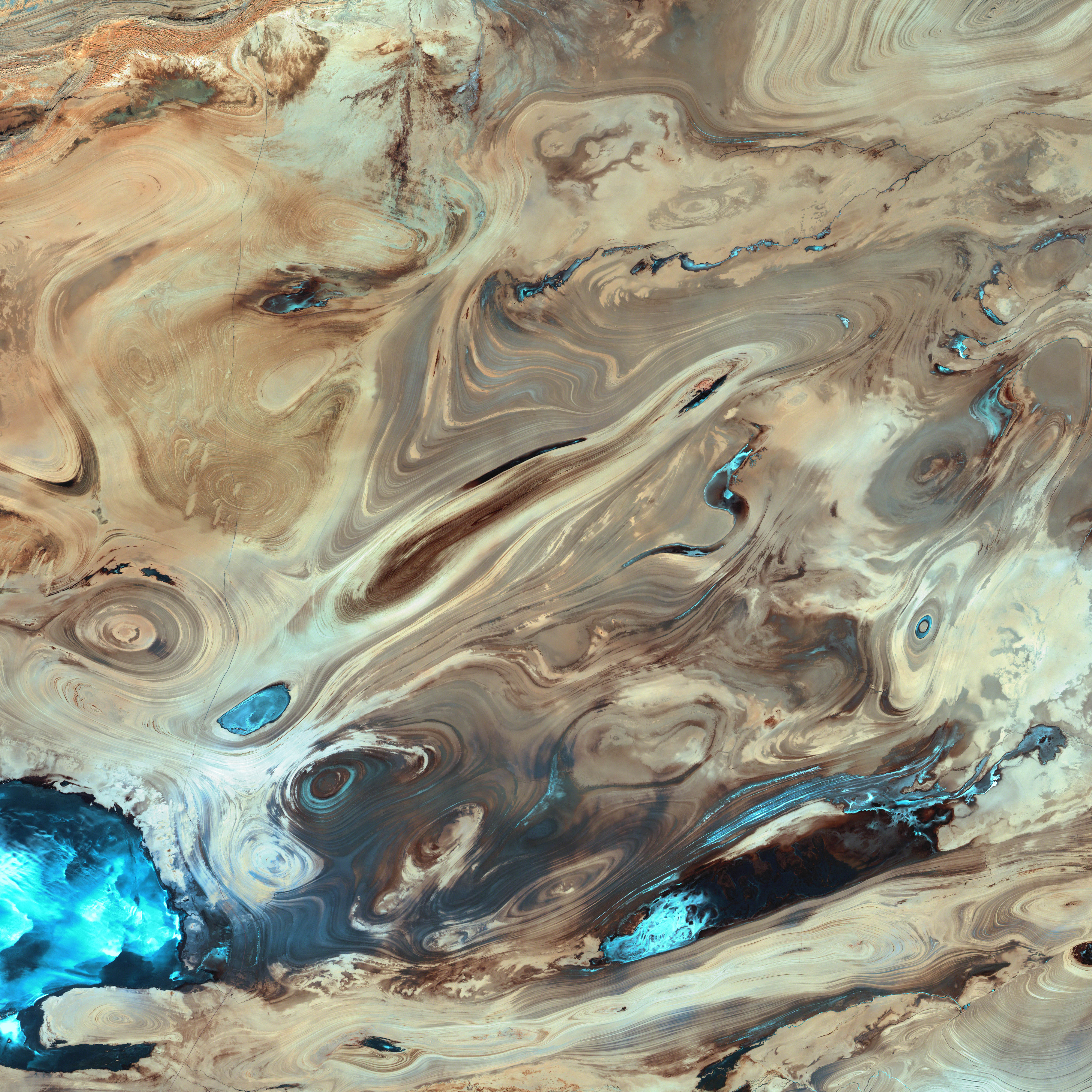
Satellietfoto met een klein deel van de Grote Zoutwoestijn.

De Grote Zoutwoestijn (Perzisch: دشت كوير), of  Dasht-e Kavir, is een groot woestijngebied, centraal gelegen in het Hoogland van Iran. Het is ca. 800 km lang en 320 km breed. Het gebied van deze woestijn strekt zich uit van de Elboers in het noordwesten tot de Dasht-e Lut ("Woestijn van de Leegte") in het zuidoosten en is opgedeeld tussen de Iraanse provincies Khorasan, Semnan, Teheran, Isfahan en Yazd. De naam komt van de zoutmoerassen (kavirs) die er liggen. 

## Klimaat en structuur
Het klimaat van de Grote Zoutwoestijn is vrijwel regenloos en het woestijngebied is zeer dor en droog. In de zomer kunnen de temperaturen stijgen tot 50 °C; de gemiddelde temperatuur in januari bedraagt 22 °C. Het verschil tussen dag- en nachttemperaturen kan binnen een jaar oplopen tot 70 graden. De weinige regen valt gewoonlijk in de winter.
De grond van de woestijn is bedekt met zand en kiezelstenen; verder zijn er moerassen, meren en  wadi's. De hoge temperaturen zorgen voor extreme verdamping, waardoor de moerassen en modderpoelen bedekt worden met grote zoutkorsten. Er waaien regelmatig zware stormen, die zandheuvels doen ontstaan van soms 40 meter hoog. Sommige delen van de Grote Zoutwoestijn hebben een meer steppe-achtig voorkomen.

## Flora en fauna
De vegetatie in de Grote Zoutwoestijn heeft zich aangepast aan zowel het hete, dorre klimaat als aan de zoute aarde waarin zij geworteld is. Elders veel voorkomende plantensoorten als struiken en grassen kunnen alleen worden aangetroffen in enkele valleien en op bergtoppen. De meest voorkomende plant is de bijvoet.
De Perzische steppegaai is een vogelsoort die voorkomt in sommige delen van de woestijnplateaus, samen met kraagtrappen, leeuweriken en zandhoenders. 
Perzische gazellen leven in delen van de steppe- en woestijngebieden van het Centraal Plateau. Wilde schapen, geiten en luipaarden komen veel voor in bergachtige gebieden. 's Nachts worden wilde katten, wolven, vossen en andere carnivoren actief. In enkele delen van de woestijn kan soms de Perzische wilde ezel en zelfs de Aziatische cheeta worden waargenomen. Hagedissen en slangen leven in verschillende delen van het plateau.

## Cultivering
De uitzonderlijke hitte en vele stormen in de Grote Zoutwoestijn zorgen voor uitgebreide erosie, die het vrijwel onmogelijk maakt het land te cultiveren. De woestijn is dan ook bijna onbewoond en wordt nauwelijks geëxploiteerd. Kamelen- en schapenhouderij en landbouw vormen de levensvoorziening voor de weinige mensen die er wonen. Menselijke bewoning is beperkt tot enkele oases, waar windwerende woonbebouwing is ontworpen om strenge weersomstandigheden het hoofd te kunnen bieden. Voor hun broodnodige watervoorziening hebben de woestijnbewoners duizenden jaren geleden een ingewikkeld waterbronnensysteem ontworpen, dat bekendstaat als "qanats". Deze worden tot op de dag van vandaag gebruikt; wereldwijd gebruikte moderne watermanagementsystemen zijn op deze techniek gebaseerd.

## Bijzondere plekken
Centraal in de woestijn ligt de Kavir Buzurg (Grote Kavir), een zoutmoeras dat ca 320 km lang en 160 km breed is. In het westen ligt een zoutmeer met de naam Darya-ye Namak (1800 km²). Het bevat grote uitgestrekte zoutplaten die een mozaïekvorm vertonen. Het is onderdeel van een 400.000 hectare grote beschermde ecologische zone, het Kavir Nationaal Park. Een van de meest desolate plaatsen in de Grote Zoutwoestijn is de Rig-e Jenn, een gebied van zandduinen.